# Industrijsko-poljoprivredni kombinat Servo Mihalj
Industrijsko-poljoprivredni kombinat "Servo Mihalj" je bilo poduzeće iz Zrenjanina.
Poljoprivredno-industrijski kombinat je bio poznati gradski brend, poznat u zemlji i svijetu.

## Povijest
Nastao je na kompleksu tvornice šećera u Velikom Bečkereku. Tvornica je sagrađena prije prvoga svjetskog rata. Projektirao ga je češki arhitekt Viktor Beneš. Bio je to najambiciozniji gospodarski poduhvat u Velikom Bečkereku do Velikog rata. U usporedbi s ostatkom Europe, ovo je bila tvornica srednje veličine koja je po svemu pratila europske trendove kod ovakvih objekata. Planom je predviđeno graditi kompleks izvan grada, osmislio ga kao "vrtni grad" što je bila novina za ono doba, napravio je projekte svih objekata. U "vrtnom gradu" bile su proizvodne hale i i kuće za stanovanje radnika, službenika i rukovodilaca proizvodnje. Svi objekti unutar kompleksa bili su značajne arhitektonske vrijednosti, a vila za direktora tvornice bila je u parkovskom okruženju i po svemu je trebala biti spomenik kulture.  Stilski pripada geometrijskoj secesji. Kompleks je građen od listopada 1910. do rujna 1911. godine. Financijsku konstrukciju zatvorile su Torontalska županija s glavnicom od tri milijuna kruna, koje su izvuklo iz fonda Mađarske eskontne banke i češke Lender banke sa sjedištem u Beču.
Danas taj kompleks nije izvan, nego na jugoistočnom kraju grada. Granice čine Pančevačka, Šećeranska i ulica Petra Drapšina. u kompleksu su industrijski objekti (zgrada glavnog pogona, zgrada sušare, skladište rezanaca, skladište šećera, skladište kocke) i poslovno-stambeni objekti (upravna zgrada, portirnica s vatrogasnim spremištem, zgrada bivšeg kina i kantine, ambulante, stambene zgrade). Kad je izgrađen predstavljao je jedinstvenu arhitektonsko-urbanističku cjelinu, a danas je podijeljen među više vlasnika.
U međuratnom razdoblju tvornica je rekonstruirana radi potreba veće proizvodnje. Proizvodni su kapaciteti povećani i time i broj radnika. Produžen je glavni pogon, proširena sušara i rekonstruirano skladište rezanaca, dograđen aneks uz skladište šećera i sagrađeno novo skladište kocke. Radnička je kolonija proširena novim stanovima za radnike.
Poslije Drugog svetskog rata ovaj je kompleks postao Industrijsko – poljoprivredni kombinat ,,Servo Mihalj”. 10. siječnja 1953. godine iz tvornica i zemljišta izrastao je IPK „Servo Mihalj“. Ime je dobio po krojačkom radniku, sindikalnom aktivistu, revolucionaru, istaknutom borcu za narodna prava i narodnom heroju, Servo Mihalju, strijeljanom na Banjici 19. rujna 1941. godine.
Unutar kombinata izgrađeno je nekoliko tvornica. Zbog povećane proizvodnje, osobito u industrijskim objektima, objekti su dograđivani i nadograđivani pa je degradirana arhitektonska cjelovitost i sklad stare tvornice šećera. Poslovno-stambene zgrada prošle su nešto bolje. Zahvati su bili nešto manji, a pojedini su sačuvali originalni izgled.
Postao je najveći proizvođač hrane u ondašnjoj Jugoslaviji. Proizvodio je hrane više nego što danas zajedno proizvedu BiH, Makedonija i Crna Gora. Bio je središtem ekonomskih zbivanja. Zbog dovoljne veličine, država je prije sprovođenja nacrta zakona iz agroindustrije provjeravala funkcionalnost zakonskih nacrta na "Servo Mihalju".
Godine 1961. ostvario je prvo zajedničko ulaganje koje je neko poduzeće iz Jugoslavije ostvarilo sa zapadnim partnerom. Bila je to tvornica lijekova Jugoremedija koju je izgadio s njemačkim Hoechstom. Po mnogo čemu prednjačio je u Europi. Chicaška "Helen Curtis" prvu je licenciju dala zrenjaninskom „Luksolu“. U Žitoproduktu su „Veliki mlinovi Pariza“ pravili posebne smjese. Zrenjaninski su pekari prvi ponudili domaćem tržištu zamrznute proizvode. Na sirovinama iz "Servo Mihalja" razvijali su se hrvatska Podravka, slovenska Kolinska, srbijansko Takovo i drugi.
1970-ih je godina bio na vrhuncu. Imao je 240.000 hektara obradivih površina, 42 tvornice, 24.000 zaposlenih i s njime je surađivalo 25.000 kooperanata. Proizvodio je toliko mnogo hrane da bi s njegovom godišnjom proizvodnjom jestivog ulja, šećera, brašna, mesa i drugih agrarnih proizvoda moglo napuniti kompoziciju vlaka koja bi se protezala od Beograda do Bara i nazad. U sastavu SOUR-a IPK Servo Mihalj bile su poljoprivredne, prehrambeno industrijske i ostale radne organizacije u Zrenjaninu, Novoj Crnji, Žitištu, Sečnju, Novom Bečeju, Radanovićima i Lukinom Selu: PD Zrenjanin, ROK Zadrugar, PO Begej, PIP Srednji Banat, PIK Đura Jakšić, PIO Biserno ostrvo, Ribarsko gazdinstvo Ečka, PD Boka, tvornice šećera Zrenjanin, Banaćanka, tvornice ulja Dijamant, Banat, zatim Žitoprodukt, IPOK, BEK, Begej, Stočar, Juko, ZIP, Mlekoprodukt, ERC, TPI, Jugoremedija, Luxol, Toza, DIZ, Banat-seme i dr.
Godine 1974. za direktora Jugoremedije imenovan je Duško Radaković, sekretak OK SK Zrenjanin. Radaković je 2011. godine bio jedan urednika knjige "IPK "Servo Mihalj" 1953-1990", u izdanju Povijesnog arhiva iz Zrenjanina.
Za izvrstan rad kombinat je 1980. godine dobio najveće priznanje SFRJ, Avnojevu nagradu. 15. ožujka 1983. Vilko Bevc snimio je polusatni kratki film o kombinatu.
Direktori su bili nevoljki izvršiti pretvorbu kombinata u dioničko društvo. Zakon je tu mogućnost dopuštao 1990. godine, no to nije napravljeno, loše je ušao u tržišnu utakmicu i kombinat je nestao s pozornice. Kraj kombinata nanio je veliku štetu Zrenjaninu i cijeloj regiji. Smatra se da su ušli u privatizaciju da bi gotovo sigurno svi kapaciteti bili u pogonu, a zemljište bolje iskorišteno.
Iako nisu bili dijelom ovog IPK, i druge su zrenjaninske tvornice propadale zajedno s kombinatom,  poput Šinvoza, Radijatora, Metaloprogresa, Brodogradilišta – Begej i dr.
Poduzeće je propadalo. Mnogo toga je rastočeno i netragom nestalo, sve do umjetničkih slika iz direkcije. Izgubili su stovarišta diljem Jugoslavije. Preostala imovina našla se 2005. godine na rasprodaji.
Nestankom "Servo Mihalja" nestali su mnogi zrenjaninski brendovi, a privatizaciju i sve ostalo preživjele su samo dvije tvornice, uljara „Dijamant“ i „Mlekoprodukt“. Od 2005. godine većinski vlasnik "Dijamanta" je hrvatski Agrokor Ivice Todorića, od kad se neprestano razvija i širi i danas je jedna od najuspješnijih kompanija u Srbiji. Mlekoprodukt je privatiziranjem otkupila francuska multinacionalna kompanija „Bongren“.

## Vanjske poveznice
- Zripedia Dušan Radaković